# استيبان بلانكو
استيبان بلانكو (بالإسبانية: Esteban Blanco)‏ (3 أغسطس 1929 بسان ميغيل في السلفادور - 28 أكتوبر 2011 بسان ميغيل في السلفادور) هو لاعب كرة قدم سلفادوري في مركز الوسط. شارك مع منتخب السلفادور لكرة القدم. أما مع النوادي، فقد لعب مع C.D. Dragón ‏ ونادي أكويلا.